# (13054) 1990 ST15
A (13054) 1990 ST15 a Naprendszer kisbolygóövében található aszteroida. Henry E. Holt fedezte fel 1990. szeptember 16-án.